# Chavães
Chavães is een plaats (freguesia) in de Portugese gemeente Tabuaço en telt 372 inwoners (2001).